# Louvencourt
Louvencourt es una comuna francesa situada en el departamento de Somme, en la región de Alta Francia.

## Demografía
| 274 | 304 | 306 | 283 | 259 | 263 | 263 | 294 |
| Para los censos de 1962 a 1999 la población legal corresponde a la población sin duplicidades (Fuente: INSEE [Consultar]) |     |     |     |     |     |     |     |